# ذو البدلة البنية
ذو البدلة البنية (بالإنجليزية: The Man in the Brown Suit) هي رواية تحقيق من تأليف أجاثا كريستي. نُشرت لأول مرة في المملكة المتحدة بواسطة بودلي هيد في 22 أغسطس 1924 وفي الولايات المتحدة بواسطة دود وميد في وقت لاحق من نفس العام. تم تقديم شخصية الكولونيل ريس في هذه الرواية.

## ملخص الرواية
تنتقل آن بيدنغفيلد، ابنة عالم الآثار المشهور البروفيسور بيدنغفليد، إلى لندن للإقامة عند السيد فليمنغ وزوجته بعد وفاة والدها، وخلال تواجدها في محطة قطار الأنفاق، يتهاوى رجل ويسقط. يتقدم رجل آخر يقول أنه طبيب، يقوم بفحصه ويقول أنه ميت، ثم يغادر بسرعة. يقرر التحقيق أن الوفاة كانت نتيجة لحادث، لكن آن تبدو غير مقتنعة بذلك، لعدة أسباب، الأول النظرة الغريبة التي بدت على الرجل الميت قبيل وفاته، الثاني الطريقة الغريبة التي فحص بها ذلك الشخص الذي اعدى أنه طبيب جثة الرجل الميت، وهي طريقة تؤكد أنه لا علاقة له بمهنة الطب، الثالث الورقة التي سقطت من الرجل والتي تحمل عبارة: «22 17.1 قلعة كيلموردون»، والأمر الأكثر غرابة أن ذلك «الطبيب» المزعوم لم يتم استدعاءه للتحقيق. بعد مدة يتم إيجاد امرأة مقتولة في منزل ميل بمارلو، وقد كان الرجل الميت يحمل ورقة في جيبه وهي عبارة عن موعد لمعاينة نفس المنزل في نفس اليوم الذي وقعت فيه جريمة القتل. تؤكد زوجة بستاني المنزل أن شخصا واحدا دخل إلى المنزل بعد تلك المرأة الميتة، وهو يحمل نفس مواصفات الرجل الذي أثار شكوك آن: «ذو البدلة البنية». تفصح آن عن شكوكها للشرطة، لكنهم يبدون استخفافا بأقوالها فتقرر البحث عن الحقيقة بنفسها وتبدأ من محاولة فهم عبارة «22 17.1 قلعة كيلموردون»، لكن لا يوجد أي مكان يدعى ب«قلعة كيلموردون»، في المقابل توجد سفينة تدعى بنفس الاسم متجهة إلى جنوب أفريقيا، التي لا تتردد آن في ركوبها.
تلتقي آن في السفينة بسوزان بلير، امرأة ذات شخصية قوية ومرحة، الكولونيل رايس، صديق سوزان ورجل جذاب، وأيضا السير يوستيس بيدلار مالك منزل ميل بمارلو الذي وقعت فيه جريمة قتل المرأة، لكن ينفي أي علاقة بالحادثة ويقول أنه كان في جنوب فرنسا خلال وقوع الحادثة، وسكرتيره باجديت هو الآخر كان في إجازة في إيطاليا. تعاود آن النظر إلى الورقة الغامضة، وتخمن أنها تدل على موعد في الغرفة رقم 17، وعندما تهم بالانتقال إلى تلك الغرفة، تتفاجئ أن كلا من سكرتير السير بيدلار، غاي بادجيت، والقس شيشيستر، أحد ركاب السفينة، يريد الحصول على تلك الغرفة بشدة، وبعد صراع طويل، تحصل آن أخيرا على الغرفة. يثير إصرار هذين الشخصين للحصول على الغرفة 17 شكوك آن حولهما، وما يزيد من شكوكها أنها تكشتف أن باجديت لم يكن في إيطاليا خلال وقوع الحادث كما ادعى، كما أن شيشيستر قال سابقا أنه عمل لوقت طويل في أفريقيا، لكن آن تلاحظ أن بشرته لا تدل على ذلك، فهو ذو بشرة متوردة ولو عمل حقا في أفريقيا كما ادعى لكانت بشرته تعرضت للاسمرار. في ساعة متأخرة من الليل، يدخل رجل غريب إلى الغرفة، وهو مصاب، ثم ما يلبث أن يغادرها من جديد دون الإجابة على تساؤلات آن، وبعدها بوقت قصير تتعرض آن لمحاولة قتل، على رجل غريب لكنها تبدو متأكدة أن من حاول قتلها هو بادجيت، والرجل الذي قام بإنقاذها هو نفسه من اقتحم غرفتها تلك الليلة، وهو نفسه الرجل «ذو البدلة البنية». تقرر آن مواصلة الرحلة إلى جنوب أفريقيا لاكتشاف الحقيقة كاملة، رغم المخاطر التي ستواجهها، فستتم محاولة قتلها مرة ثانية، كما يتم خطفها من قبل أشخاص مجهولين، ويبدو لها أن كل الأشخاص المحيطين بها متورطون في القضية بطريقة أو بأخرى.

## الشخصيات
- آن بيدنغفيلد، ابنة البروفيسور ييندنفيلد الشهير.
- سوزان بلير، سيدة مجتمع راقي، مسافرة إلى جنوب أفريقيا في رحلة استجمام.
- الكولونيل رايس، صديق لسوازن وهو في الحقيق عميل مخابرات.
- السير يوستيس بيدلار، مسافر إلى جنوب أفريقيا في مهمة لإيصال أوراق سياسية سرية، وهو مالك منزل ميل بمارلو.
- غاي بادجيت، سكرتير السير يوستيس بيدلار.
- هاري رابرن، السكرتير الثاني للسيد بيدلار الذي وظفه مؤخرا، لكن آن تكتشف أنه في الحقيقة «ذو البدلة البنية».
- القس إدوارو شيشيستر، مسافر في السفينة.

## تعليقات
- جاء إهداء الكتاب إلى الماجور بيلشر، الذي رافق أغاثا كريستي في رحلتها مع زوجها الأول، أرتشيبولد كريستي، إلى جنوب أفريقيا خلال 1922.
- الرواية نشرت لأول مرة مجزأة في جريدة The Evening News بين نوفمبر 1923 ويناير 1924 تحت عنوان «آن المغامرة». وعندما نشرت الرواية مجمعة، حملت بعض التعديلات الطفيفة، حيث وصل عدد فصولها إلى 36 في الوقت الذي كان فيه عدد الفصول الأصلي الذي نشر في الجريدة 28.[3]
- الكولونيل رايس سيستمر في الظهور في روايات أخرى وهي: «الورق على الطاولة»، «السيناييد المتلالئ» و«الموت على النيل».

## الاقتباس
- اقتبس فيلم من الرواية عام 1988 من إخراج آلان غرانت، وبطولة ستيفاني زيمباليست بدور آن بيدنغفيلد، وعلى خلاف الرواية الأصلية، أحداث الفيلم لم تدر في عشرينيات القرن العشرين، ما أدى إلى العديد من التغييرات.
- حولت الرواية إلى رواية مصورة عام 2007.

## العناوين العالمية
في بعض الترجمات العربية، تم نشر هذه الرواية باسم «موعد مع الموت» (نسخة دار ميوزيك للنشر مثلاً) وهذا كان خطأً من دور النشر لأن هناك فعلًا رواية أخرى لأجاثا كريستي باسم موعد مع الموت. وتُرجمت بعنوان الرجل ذو السترة البنية من مكتبة جرير.
تم الحفاظ على العنوان الأصلي في أغلب الترجمات العالمية، ما عدا الترجمة النرويجية التي حملت تعديلا طفيفا، فتم تغيير العنوان من «الرجل ذو البدلة البنية» إلى «رجل ذو بدلة بنية».

## الروابط الخارجية
- معلومات حول الرواية في الموقع الرسمي لأغاثا كريستي (باللغة الإنجليزية).
- معلومات حول الفيلم المقتبس من الرواية (باللغة الإنجليزية).
- معلومات حول الرواية في الموقع الرسمي لدار الأجيال (باللغة العربية).